# 薩默斯維爾 (密蘇里州)
薩默斯維爾（英語：Summersville）是位於美國密蘇里州香農縣及德克薩斯縣的城市。

## 人口
根據2020年美國人口普查的數據，薩默斯維爾的面積為2.87平方千米，皆為陸地。當地共有人口453人，而人口密度為每平方千米158人。